# Vyadhapura
Vyadhapura était la première capitale du royaume du Fou-nan fondé au Ier siècle apr. J.-C. Ce site archéologique n'a pas été identifié en 2021.
Seule une inscription (K40), qui est un des rares témoignages en sanskrit de l’époque, retrouvé à Tonlé Bati, à une trentaine de kilomètres au sud de Phnom Penh, parait plaider pour un Fou-nan centré sur le bassin du Mékong. Mais rien ne permet d'aller plus loin, vers une identification de ce site comme la capitale disparue.
Pour l'Encyclopædia Britannica, qui ne cite pas ses sources ou ses auteurs et ne date pas ses articles, elle serait située à 190 km de l'embouchure du Mékong, près d'un relief appelé « la colline Ba », Ba Phnom, dans le sud du Cambodge, donc à 30-50 km au sud de l'actuelle Phnom Penh, située à environ 240 km de l'embouchure du Mékong. Au IIIe siècle, Vyādhapura était devenue une ville entourée de murs de briques à des fins défensives, avec des maisons et des palais construits en brique et en plâtre. Elle était reliée au golfe de Thaïlande et aux villes de l'intérieur des terres par des canaux utilisant les canaux naturels et le delta. Les canaux étaient suffisamment grands pour accueillir les navires de mer. Les systèmes d'irrigation ont fourni de l'eau pour l'agriculture nécessaire pour soutenir une population en expansion.
Selon des recherches relativement récentes (Claude Jacques, 1972, et Michael Vickery, 1998), Vyadhapura serait mieux située à Banteay Prey Nokor, près de l’actuelle ville cambodgienne de Kompong Cham, à environ 120 km au nord-est de Phnom Penh.
La ville de Vyādhapura serait restée un centre culturel majeur de l'Indochine jusqu'à l'effondrement de Fou-nan; longtemps après, le souvenir de sa grandeur a continué à être une source de fierté pour les derniers dirigeants de l'empire khmer, qui ont tenté d'inscrire leur descendance depuis les dirigeants du Fou-nan.
La capitale fut ensuite déplacée à Óc Eo, plus au sud dans le delta du Mékong[réf. souhaitée].